# 乔·内森
約瑟夫·邁克爾·內森（Joseph Michael Nathan，1974年11月22日—），出生於美國德克薩斯州休斯頓，是美國職棒大聯盟的終結者。
高中和大學時期內森打的是游擊手的位置，在被舊金山巨人選中後開始轉成投手。2004年起內森開始成為明尼蘇達雙城的終結者，他也被認為是當今最好的終結者之一。

## 高中生涯
內森曾就讀於紐約州奧蘭治縣的一所高中，當時他從事籃球、棒球、田徑三項運動，1992年他從學校畢業。

## 大學生涯
高中畢業後僅僅只有NCAA三級學校對內森表示一些興趣。幸運的是內森高中時期的教練和石溪大學的棒球教練曾是隊友，在他的推薦下內森進入NCAA一級學校石溪大學棒球隊。當時內森打的是游擊手的位置。在大學期間他兩次入選全美最佳陣容，並有一些職棒球隊的球探註意到他優秀的投手身材。畢業後他的球衣號碼被學校退役，並被授予最高等級的大學獎章。
2008年8月內森為石溪大學新棒球場的建設捐贈50萬美元，這座新球場也將被命名為“喬·內森球場”。

## 小聯盟生涯
內森在1995年大聯盟選秀大會上被舊金山巨人在第6輪（總第159順位）選中，並在選秀大會之後一天就和球隊簽約。
內森從1A的貝林哈姆巨人起步。在經歷打擊不振之後，球隊試圖將他轉成投手，但內森拒絕了這一要求。隨後他回到母校石溪大學，攻讀工商管理學位。畢業後他回到了巨人球團，決定轉為投手。1998年內森在1A和2A球隊擔任先發投手，並和聖何塞巨人一起獲得加州聯盟的冠軍。

## 大聯盟生涯

### 舊金山巨人
1999年4月20日，由於貝瑞·邦茲需要進行左手肘的手術而進入傷兵名單，巨人隊首次將內森升上大聯盟。4月21日內森主投7局無失分，拿到他在大聯盟的第一勝。該賽季隨後的時間內森在大小聯盟中來來回回度過，這個賽季他在3A佛列斯諾灰熊拿到6勝4敗的成績，在大聯盟的防禦率為4.18。
2000年內森絕大多數時間在大聯盟中度過，這個賽季他投出了5勝2敗的成績，還曾擊出過兩支全壘打。但是他的控球並不理想，在93.1局的投球中投出63次保送，防禦率也是偏高的5.21。賽季中他還兩次因肩傷而進入傷兵名單.。賽季結束後他的右肩進行了關節鏡手術，這也導致他2001年都待在小聯盟。
手術後的兩個賽季內森投得極為掙扎，2001年他在3A的防禦率高達7以上，2002年也超過5。
2003年對於內森的職業生涯是個重要的轉折點，他轉任中繼投手並獲得成功。開季曾連續23局未失分，整個賽季也投出了12勝4敗的成績。他78次登板是大聯盟所有投手中最高的。巨人也以15.5場的巨大優勢獲得國聯西區冠軍。但在國聯分區賽面對佛羅里達馬林魚的系列賽中內森表現不佳，在他首次季後賽登場中就救援失敗，巨人也以1比3負於馬林魚遭到淘汰。

### 明尼蘇達雙城
2003年11月16日，巨人隊將內森和布夫·邦瑟、弗朗西斯科·利瑞安諾一起交易到明尼蘇達雙城，換來A·J·皮爾辛斯基。2004年雙城隊決定讓之前僅有一次救援成功經驗的內森成為球隊的終結者，這被認為是一個冒險的決定。但內森很好的完成了他的職責，從4月15日至6月4日期間他連續20次登板未失分，拿到14次救援成功。5月10日他還獲得了美聯單周最佳球員的榮譽，在那個星期內森4次登板4次救援成功，並且全部都是三上三下。上半賽季他完成了24次救援機會中的23次，防禦率為1.19，並且第一次入選了全明星賽。內森也是那個賽季唯一入選全明星賽的雙城隊球員，他在比賽第七局上場投球，三振掉了巴比·阿布瑞尤和米格爾·卡布瑞拉。下半賽季內森繼續保持出色狀態，6月9日至8月18日期間未失一分。整個賽季他防禦率為1.62，有44次救援成功，並且和球隊一起進入季後賽。在美聯分區賽面對紐約洋基的系列賽中，內森第一場獲得救援成功，第二場卻救援失敗，最終球隊也以總比分1比3負於洋基遭到淘汰。這個賽季內森出色的表現使得他在賽揚獎投票中名列美聯第四，在MVP的評選中也名列第12位。
2005年春訓期間內森和球隊簽訂了一份為期兩年的合同。開季內森繼續著優異的表現，連續15場未有自責失分。6月27日獲得了美聯單周最佳球員獎。上半賽季他以23次救援成功在美聯領先，並且再度入選全明星賽。內森在下半賽季的表現更加出色，他去的了6勝1敗18次救援成功的成績，防禦率僅為1.76。他也成為了隊史上第三位連續兩個賽季40次以上救援成功的球員。
2006年內森代表美國隊參加了首屆世界棒球經典賽。他在首場對墨西哥隊的比賽中主投一局未失分。內森還在4比3戰勝日本隊的比賽中亮相，同樣未失分。在美國隊最後一場對墨西哥的比賽中，內森再度登板，投出兩次三振未失分。這個賽季內森持續著強勢的表現，開季至4月25日都未失分。6月24日在對芝加哥小熊的比賽中，內森拿到了他職業生涯的第100次救援成功，而4天之後則拿到了他代表雙城的第100次救援成功，成為隊史上第5位達到這一成就的投手。9月9日，內森在對底特律老虎的比賽中獲得第117次救援成功，從而超越埃迪·瓜爾達多（Eddie Guardado），在隊史上排名第二。這一年他投出了職業生涯至當時為止最好的一個賽季：7勝0敗、防禦率1.58、95次三振、36次救援成功，在賽揚獎和MVP的投票中分別名列第5和第18位。但是他未能入選這個賽季的全明星賽。
2007年內森的成績依然十分出色，4勝2敗，37次救援成功，防禦率僅為1.88。他也連續第三年入選了DHL年度救援王獎的提名名單。
2008年3月24日，內森和球隊續簽了一份4年總價值4700萬美元的合約，這份合約還包括了2012年價值1250萬美元的球隊選擇權。2008年內森開季連續13次救援成功，上半賽季29次救援機會完成了27次，並第三次入選全明星賽。這個賽季內森39次救援成功，防禦率為1.33。但是他有6次救援失敗，是職業生涯至今為止最多的一個賽季，並在9月16日被維克多·馬丁內斯擊出職業生涯第一支再見全壘打。
2009年內森投出了他職業生涯最高的47次救援成功，並且入選了全明星賽。他還和紐約洋基的馬里安諾·李維拉共同獲得美聯年度最佳救援投手獎。然而他在季後賽表現並不理想，在美聯分區賽第二場對紐約洋基的比賽中，內森被艾力士·羅德里奎茲擊出追平比分的兩分全壘打，雙城隊最終也被洋基隊橫掃出局。

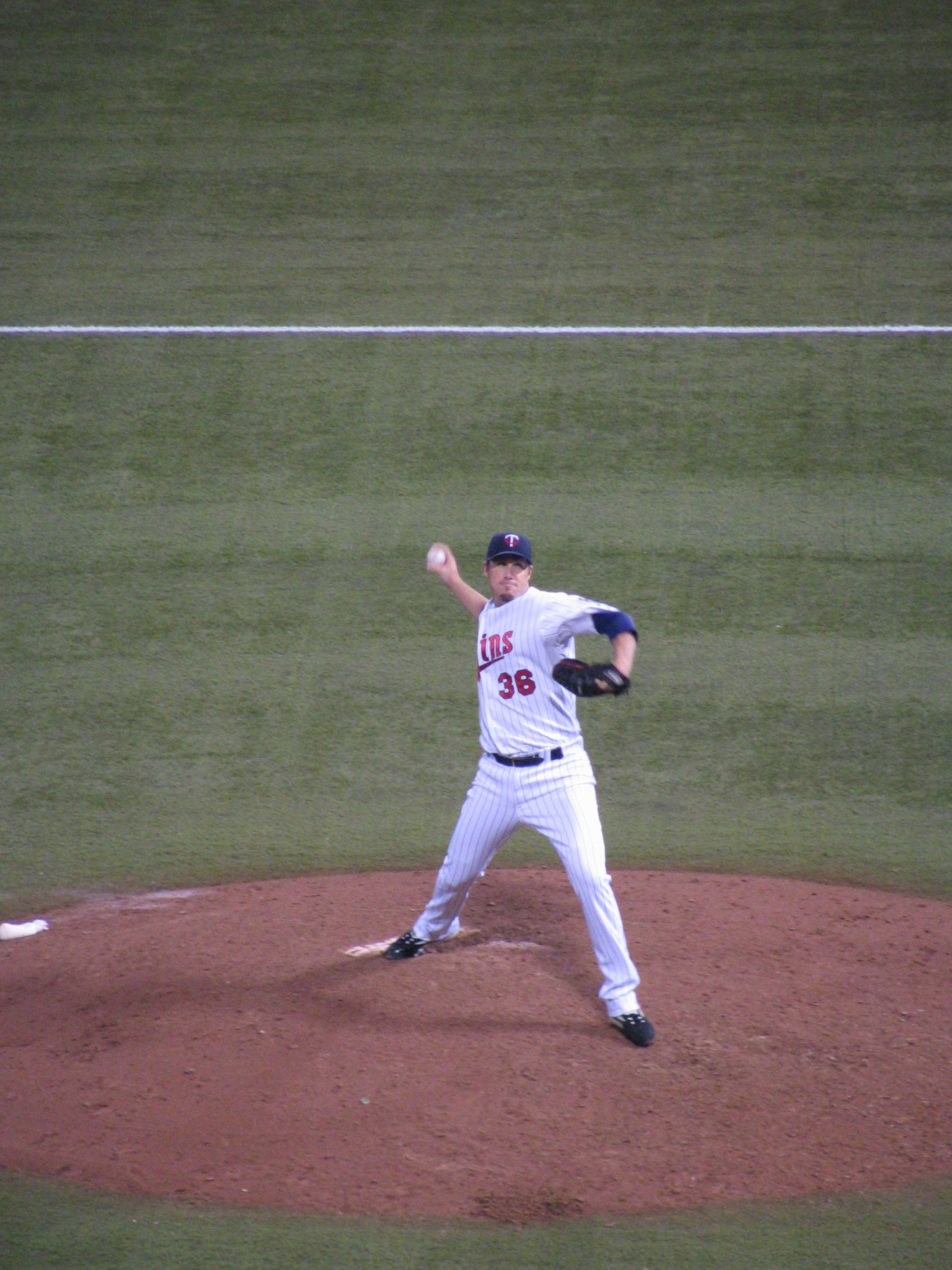
2008年時的內森

2017年08月29日宣佈退休，雙城將會在臺北時間本週六對上皇家隊的比賽賽前，在自家主場為他舉行退休儀式。

## 私人生活
2002年11月，內森和相戀5年的女友麗莎結婚。他們擁有一個兒子和一個女兒，分別在2004年和2007年出生。賽季結束後他們住在田納西州的諾克斯維爾。
內森擁有一個慈善基金會，募集的資金用於幫助需要獲得幫助的人們。

## 外部鏈接
- 乔·内森在美國職棒（英语）
- 乔·内森在Baseball-Reference.com（大聯盟）（英语）
- 乔·内森在Baseball-Reference.com（小聯盟以及海外聯盟）（英语）
- 乔·内森在ESPN（MLB）（英语）
- 乔·内森在FanGraphs.com（英语）
- 乔·内森在The Baseball Cube（英语）